# Хлорид осмия(IV)
Хлорид осмия(IV) или тетрахлорид осмия — химическое соединение, образованное осмием и хлором. Формула соединения: OsCl4.  Окисляющий агент.

## Получение
Тетрахлорид осмия образуется при растворении оксида осмия(VIII) в концентрированной соляной кислоте

{\displaystyle {\mathsf {OsO_{4}+8HCl\rightarrow OsCl_{4}+2Cl_{2}+4H_{2}O}}}
или при нагревании элементарного осмия в хлоре под высоким давлением:
{\displaystyle {\mathsf {Os+2Cl_{2}\rightarrow OsCl_{4}}}}

## Химические свойства
При окислении гипохлоритом натрия получается оксид осмия(VIII):
{\displaystyle {\mathsf {OsCl_{4}+4NaClO\rightarrow OsO_{4}+4NaCl+2Cl_{2}}}}
В воде гидролизуется до гидроксида осмия(IV):
{\displaystyle {\mathsf {OsCl_{4}+4H_{2}O\rightarrow Os(OH)_{4}\downarrow +4HCl}}}
Водородом при нагревании восстанавливается до осмия:
{\displaystyle {\mathsf {OsCl_{4}+2H_{2}\ \xrightarrow {250^{o}C} \ Os+4HCl}}}